# Cerro Murallón
Le cerro Murallón est une montagne glaciaire de la cordillère des Andes, en Patagonie, située sur le bord oriental du Champ de glace Sud de Patagonie, au sud-ouest du lac Viedma, à la limite entre le Chili et l'Argentine.

## Toponymie
Son nom est dû à l'immense muraille granitique qu'il présente.

## Géographie
Du côté argentin, la montagne fait partie depuis 1937 du parc national Los Glaciares, dans le département de Lago Argentino de la province de Santa Cruz, lequel fut reconnu au Patrimoine mondial de l'UNESCO en 1981.

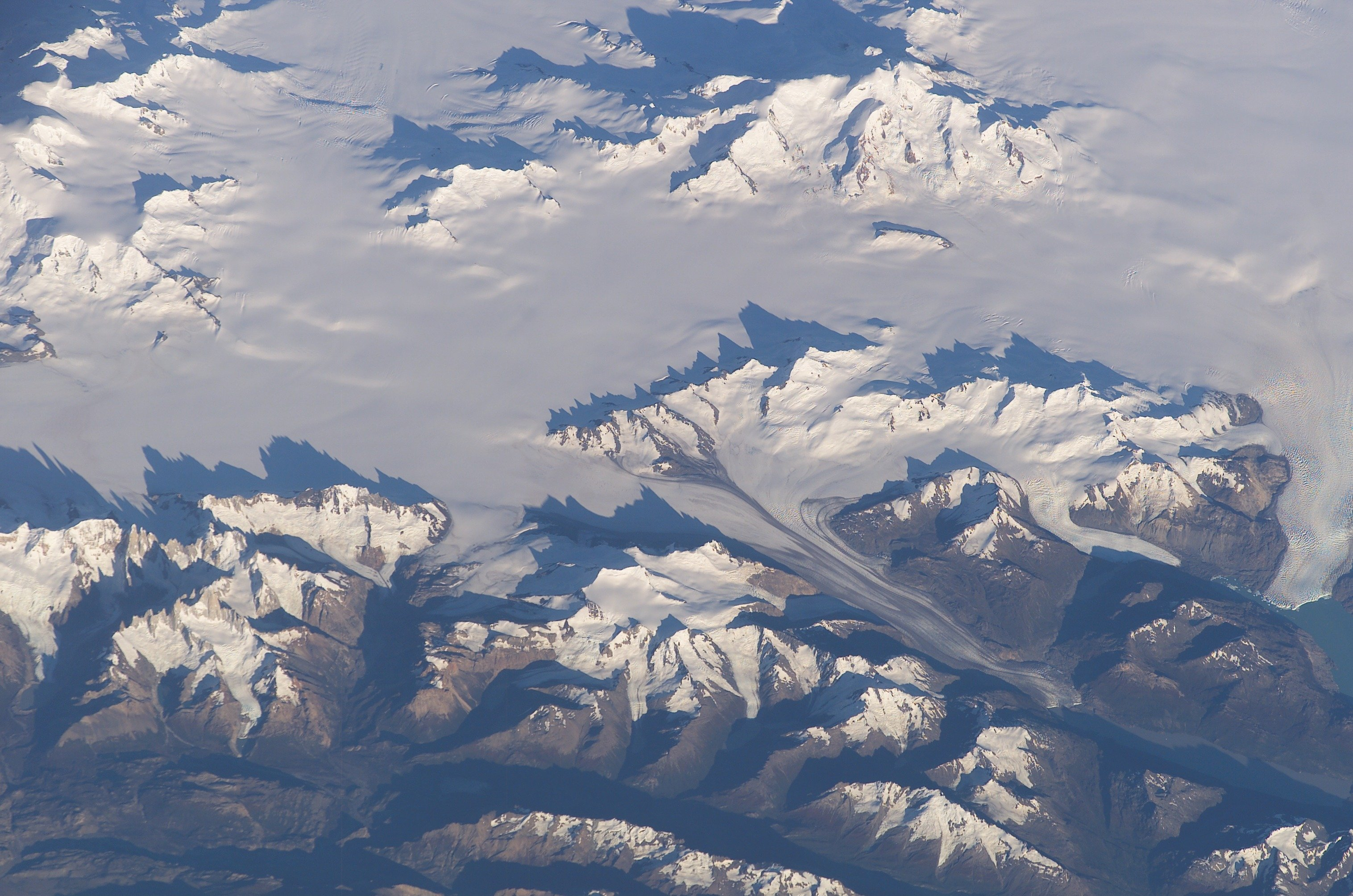
Vue aérienne d'une partie du parc national Bernardo O'Higgins

Du côté chilien, le cerro fait partie depuis 1969 du parc national Bernardo O'Higgins, sur la commune de Natales dans la province de Última Esperanza et dans la région de Magallanes et de l'Antarctique chilien.
Selon certaines sources, son altitude est de 2 656 mètres et selon d'autres de 2 831 mètres.
Le cerro est entouré sur ses faces nord et sud par les glaciers Murallón (qui le sépare du cerro Don Bosco) et celui du Cono (qui le sépare du cerro Cono) lesquels débouchent dans le glacier Upsala qui entoure la face orientale. Ce glacier se jette dans le lac Argentino dont l'exutoire, le río Santa Cruz, se jette dans l'océan Atlantique. Par son côté occidental, il limite l'altiplano Italia du champ de glace Sud de Patagonie, qui appartient au bassin de l'océan Pacifique par l'intermédiaire des glaciers qui se jettent dans le fjord Falcon, lequel continue dans le canal Icy et dans le canal Wide.

## Histoire
Le cerro Murallón fut photographié pour la première fois par le missionnaire Salésien Alberto María De Agostini en 1949. Entouré par les glaciers, le cerro est assez difficile d'accès et sa première ascension ne fut réalisée qu'en 1984 par les Italiens Carlo Alde, Casimiro Ferrari et Paolo Vitali. Depuis lors peu de nouvelles voies ont été ouvertes et sa face est encore vierge de toute ascension.
Le cerro est une borne géodésique acceptée en 1898 dans les actes des traités démarquant la frontière argentino-chilienne, le long de la principale ligne de partage des eaux. Il fut confirmé définitivement comme borne frontière dans le traité de 1998 précisant le tracé des limites depuis le Fitz Roy jusqu'au cerro Daudet, accord passé entre les deux pays le 16 décembre 1998.